# Фомино (Ступинский район)
Фомино — деревня в Ступинском районе Московской области в составе Городского поселения Малино (до 2006 года — входила в Дубневский сельский округ). На 2016 год в Фомино 1 улица — Фермерская.

## Население
| 2002 | 2006 | 2010 |
| ---- | ---- | ---- |
| 2    | ↘0   | ↗1   |

Фомино расположено в центральной части района, в 2,5 км к юго-западу от Малино, на безымянном правом притоке реки Городенка (правый приток реки Северка), высота центра деревни над уровнем моря — 170 м. Ближайший населённый пункт — Дубнево — в 0,5 км северо-западнее.